# Baix Aragó - Casp
El Baix Aragó - Casp (en castellà, Bajo Aragón - Caspe) és una de les comarques de l'Aragó, a la província de Saragossa. Limita al nord amb el Baix Cinca; al nord-oest, amb els Monegres; a l'oest, amb la Ribera Baixa de l'Ebre; i al sud, amb el Baix Aragó i el Matarranya.
Dels seus sis municipis, quatre són de parla catalana; i dos, Chiprana i Casp (el cap de comarca), són castellanoparlants.
| |          |          |          |
| \| Municipi \| Població \| Extensió \| Densitat \| \| -------------------- \| -------- \| -------- \| -------- \| \| Casp \| 8.495 \| 503,33 \| 16,88 \| \| Faió \| 434 \| 67,2 \| 6,46 \| \| Favara de Matarranya \| 1.230 \| 101,6 \| 12,11 \| \| Maella \| 2.051 \| 174,9 \| 11,73 \| \| Nonasp \| 1.056 \| 111,4 \| 9,48 \| \| Xiprana \| 309 \| 39 \| 7,92 \| \| Total \| 13.575 \| 997,43 \| 13,61 \| |          |          |          |
| Municipi | Població | Extensió | Densitat |
| Casp | 8.495    | 503,33   | 16,88    |
| Faió | 434      | 67,2     | 6,46     |
| Favara de Matarranya | 1.230    | 101,6    | 12,11    |
| Maella | 2.051    | 174,9    | 11,73    |
| Nonasp | 1.056    | 111,4    | 9,48     |
| Xiprana | 309      | 39       | 7,92     |
| Total | 13.575   | 997,43   | 13,61    |